# John Sundstedt
Johan (John) Gustaf Sundstedt, född 21 augusti 1894 i Husby-Lyhundra församling i Stockholms län, död 12 juni 1992 i Gävle Staffans församling i Gävleborgs län, var en svensk militär.

## Biografi
Sundstedt avlade studentexamen 1914. Han avlade officersexamen vid Krigsskolan 1916 och utnämndes samma år till fänrik vid Hälsinge regemente, som han tillhörde 1916–1944 och där han befordrades till löjtnant 1918, till kapten 1931, till major 1939 och till överstelöjtnant 1942. Han tjänstgjorde vid Topografiska avdelningen i Generalstaben 1919 och gick en kurs vid Krigshögskolan 1920–1922, varefter han var kompaniofficer och lärare vid Infanteriets underofficersskola periodvis 1922–1926, kadettofficer vid Krigsskolans reservofficerskurser 1927–1930, kadettofficer vid Krigsskolans officerskurser 1930–1935, kompanichef vid Arméns underofficersskola 1935–1938, stabschef vid Hälsinge regemente 1939–1941, chef för Mobiliseringsavdelningen i regementet 1942–1944, inskrivningschef i Gävleborgs inskrivningsområde 1942–1944 och regementsofficer vid staben i VI. militärområdet 1944–1945. Sundstedt inträdde 1945 i Hälsinge regementes reserv, var befälhavare för Härnösands försvarsområde 1945–1954, tillika befälhavare för Sundsvalls försvarsområde 1947–1954 och överfördes som överste till II. militärområdets reserv 1951.
John Sundstedt var son till slakteriidkaren Frans Reinhold Sundstedt och Augusta Vilhelmina Söder.

## Utmärkelser
- Riddare av första klassen av Svärdsorden, 1937.[40]